# 謝臣·洛迪古斯·達施華
雅德松·罗德里格斯·达席尔瓦（Jádson Rodrigues da Silva，1983年10月5日—），生於巴西隆德里纳，巴西足球運動員。

## 生平
在2009年歐洲足協盃決賽，雅德松憑加時上半場的入球，助薩克達以2-1擊敗德甲球會雲達不來梅，取得這項盃賽最後一屆冠軍。
2015年12月起，效力中国足球甲级联赛俱樂部天津权健，司職中場。

## 榮譽
薩克達
- 烏克蘭超級聯賽：2005, 2006, 2008
- 烏克蘭盃：2008
- 烏克蘭超級盃：2008
- 歐洲足協盃：2008-09

天津權健
- 中甲：2016